# Papilio homerus
Papilio homerus är en fjärilsart som beskrevs av Fabricius 1793. Papilio homerus ingår i släktet Papilio och familjen riddarfjärilar. IUCN kategoriserar arten globalt som starkt hotad. Inga underarter finns listade i Catalogue of Life.

## Bildgalleri

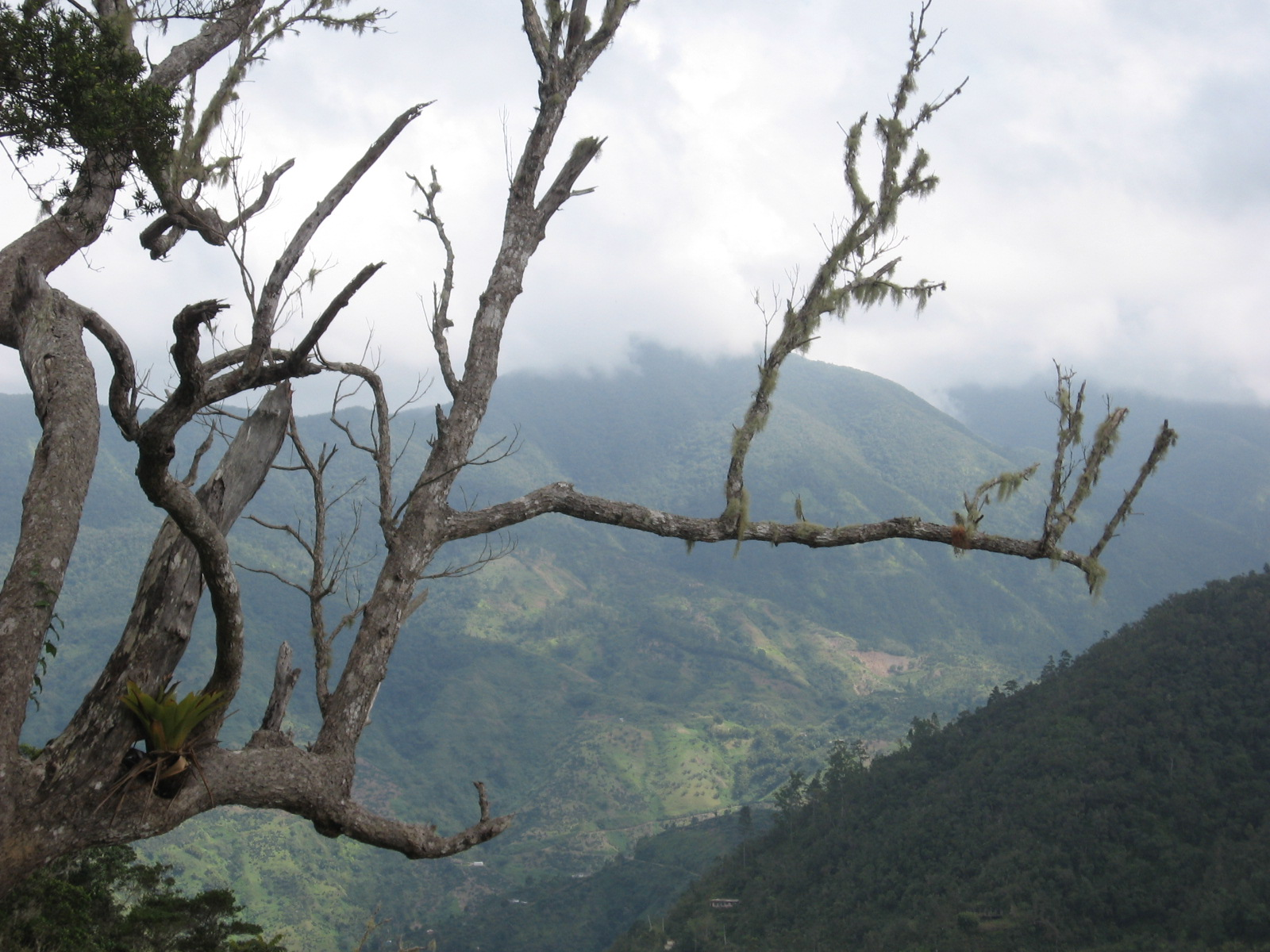